# اکتیو رکوردز
اکتیو رکوردز (انگلیسی: Active Records) یک ناشر موسیقی از آرسی‌ای رکوردز بود که در سال ۱۹۸۰ تأسیس شد. این ناشر عمدتاً بر روی موسیقی هوی متال تمرکز داشت و در سال ۱۹۹۴ منحل شد.

## گروه‌های موسیقی
- آتئیست (گروه موسیقی)
- کندل‌مس
- تریون